# Generali Ladies Linz 2006
Generali Ladies Linz 2006 - жіночий тенісний турнір, що проходив на закритих кортах з твердим покриттям TipsArena Linz в Лінці (Австрія). Належав до турнірів 2-ї категорії в рамках Туру WTA 2006. Відбувсь удвадцяте і тривав з 23 до 29 жовтня 2006 року. Марія Шарапова здобула титул в одиночному розряді.

## Очки і призові

### Нарахування очок
| Дисципліна       | П   | Ф   | ПФ | ЧФ | 1/8 | 1/16 | Q     | Q3   | Q2  | Q1  |
| Одиночний розряд | 195 | 137 | 88 | 49 | 25  | 1    | 11.75 | 6.75 | 4   | 1   |
| Парний розряд    | 195 | 137 | 88 | 49 | 1   | Н/Д  | 11.75 | Н/Д  | Н/Д | Н/Д |

### Призові гроші
| Дисципліна       | П       | Ф       | ПФ      | ЧФ      | 1/8    | 1/16   | Q3     | Q2     | Q1   |
| Одиночний розряд | $95,500 | $51,000 | $27,300 | $14,600 | $7,820 | $4,175 | $2,230 | $1,195 | $640 |
| Парний розряд *  | $30,000 | $16,120 | $8,620  | $4,610  | $2,465 | Н/Д    | Н/Д    | Н/Д    | Н/Д  |

* на пару

## Учасниці основної сітки в одиночному розряді

### Сіяні
| Країна    | Гравчиня           | Рейтинг | Сіяна |
| --------- | ------------------ | ------- | ----- |
| Росія     | Марія Шарапова     | 3       | 1     |
| Росія     | Надія Петрова      | 5       | 2     |
| Швейцарія | Патті Шнідер       | 8       | 3     |
| Чехія     | Ніколь Вайдішова   | 11      | 4     |
| Сербія    | Ана Іванович       | 13      | 5     |
| Сербія    | Єлена Янкович      | 14      | 6     |
| Росія     | Анна Чакветадзе    | 16      | 7     |
| Італія    | Франческа Ск'явоне | 17      | 8     |

Рейтинг подано станом на 16 жовтня 2006

### Інші учасниці
Нижче наведено учасниць, які отримали вайлдкард на участь в основній сітці:
- Наталі Деші
- Таміра Пашек

Нижче наведено гравчинь, які пробились в основну сітку через стадію кваліфікації:
- Альона Бондаренко
- Елені Даніліду
- Агнешка Радванська
- Олена Весніна

### Знялись з турніру
- Татьяна Головін → її замінила  Міхаелла Крайчек
- Флавія Пеннетта → її замінила  Мара Сантанджело
- Дінара Сафіна → її замінила  Саманта Стосур

### Завершили кар'єру
- Марія Кириленко (розтягнення правого стегна)
- Даніела Гантухова (травма правого ребра)
- Марі П'єрс (травма лівого коліна)

## Учасниці основної сітки в парному розряді

### Сіяні
| Країна     | Гравчиня          | Країна    | Гравчиня           | Рейтинг | Сіяна |
| ---------- | ----------------- | --------- | ------------------ | ------- | ----- |
| США        | Ліза Реймонд      | Австралія | Саманта Стосур     | 2       | 1     |
| Чехія      | Квета Пешке       | Італія    | Франческа Ск'явоне | 19      | 2     |
| Словаччина | Даніела Гантухова | Японія    | Ай Суґіяма         | 23      | 3     |
| Франція    | Наталі Деші       | Росія     | Віра Звонарьова    | 34      | 4     |

Рейтинг подано станом на 16 жовтня 2006

### Інші учасниці
Нижче наведено пари, які отримали вайлдкард на участь в основній сітці:
- Сібіль Баммер /  Мелані Клаффнер
- Єлена Янкович /  Тіна Кріжан

Нижче наведено пари, що пробились в основну сітку через стадію кваліфікації:
- Ярміла Ґайдошова /  Бріанн Стюарт

Пари, що потрапили в основну сітку як щасливі лузери:
- Мартіна Мюллер /  Юлія Шруфф

### Відмовились від участі
Перед початком турніру
- Марія Кириленко (розтягнення правого стегна) → її замінила Мюллер / Шруфф

Під час турніру
- Наталі Деші (біль у лівому коліні через тендоніт)
- Даніела Гантухова (травма правого ребра)
- Франческа Ск'явоне (травма правого коліна)
- Олена Весніна (травма поперекового відділу хребта)

## Переможниці та фіналістки

### Одиночний розряд
- Марія Шарапова —  Надія Петрова, 7–5, 6–2.[1]

Для Шарапової це був 5-й титул в одиночному розряді за сезон і 15-й - за кар'єру.

### Парний розряд
- Ліза Реймонд /  Саманта Стосур —  Коріна Мораріу /  Катарина Среботнік, 6–3, 6–0

Для Реймонд це був 58-й титул в парному розряді за кар'єру, для Стосур - 15-й.
Це був їхній восьмий титул в складі однієї пари за сезон.